# Nilammon
Nilammon est un ermite égyptien de Pelusium au Ve siècle, vénéré comme saint par l'Église catholique
On pense qu'il est nommé évêque de Gerès, mais l'aurait refusé. Il s'enferme ensuite dans sa cellule. Nilammon meurt en priant debout devant sa cellule, tandis que des dizaines de personnes le supplient de revoir sa décision. 
Il est fêté le 6 juin. Saint Nilammon est l'un des 140 saints de la colonnade qui ornent la place Saint-Pierre.